# Normandiet-formatet
Normandiet-formatet (fransk: "Format Normandie"), også kendt som Normandiets kontaktgruppe, er en gruppe af lande, der mødtes i et forsøg på at løse krigen i Donbass og den bredere russisk-ukrainske krig. De fire lande, der udgør gruppen er Tyskland, Rusland, Ukraine og Frankrig. Gruppen mødtes første gang uformelt den 6. juni 2014 under 70-året for D-Day-fejringen i Normandiet, Frankrig.
Normandiet-formatet pågår hovedsageligt gennem telefonopkald mellem lederne og deres respektive udenrigsministre. Til tider er Normandiet-formatet blevet udvidet til også at omfatte Hviderusland, Italien og Storbritannien.

## Møder
De første seks møder blev afholdt fra 2014 til 2019.
1. Château de Bénouville, Bénouville, Normandiet, Frankrig — den 6. juni 2014 — det første møde, som pågik i forbindelse med fejringen af 70-året for Operation Overlord
2. Milano, Italien — den 16. og 17. oktober 2014 — som del af Asia–Europe Meeting[2]
3. Minsk, Hviderusland — den 11. og 12. februar 2015 — Minsk II blev underskrevet
4. Paris, Frankrig — den 2. oktober 2015
5. Berlin, Tyskland — den 19. oktober 2016
6. Paris, Frankrig— den 9. december 2019
7. Paris, Frankrig — den 26. januar 2022
8. Berlin, Tyskland — den 10. februar 2022[5]

### 2014
Forhandlinger i 2014 ledte til oprettelsen af den Trilateral kontaktgruppe om Ukraine, som skulle facilitere yderligere forhandlinger mellem Rusland og Ukraine. Dette, sammen med mægling direkte gennem Normandiet-format, ledte til etableringen af Minsk-protokollen. Denne aftale, der blev underskrevet i september 2014, skitserede flere bestemmelser og principper for fred i Donbass-regionen og Krim.

### 2015
Efter at konflikten i Ukraine eskalerede i begyndelsen af 2015 mødtes Normandiet-formatet til forhandlinger i Minsk, Hviderusland, den 11. og den 12. februar 2015. Efter intense forhandlinger, der varede helle natten og samlet over seksten timer, nåede gruppen til enighed om en ny aftale, Minsk II. Heri nået man til enighed om en våbenhviler såvel som planlagte indenlandske reformer i Ukraine.
Forhandlinger og samtaler var gik i stå fra 2016 til efteråret 2019.

### 2019
Den ukrainske præsident Volodymyr Zelenskyj gjorde i sin tiltrædelsestale i maj 2019 fredsforhandlinger med Rusland til sin højeste prioritet. Han bekræftede denne prioritet i juli samme år, da han via YouTube inviterede de andre nationer til en dialog. Han sagde: "Lad os diskutere, hvem Krim tilhører, og hvem der ikke er i Donbass-regionen."
Den 18. juli 2019 blev en "omfattende" våbenhvile aftalt med voldgift af den Trilateral Kontaktgruppe.
I begyndelsen af september 2019 erklærede den franske præsident Emmanuel Macron og den russiske præsident Vladimir Putin, at de havde til hensigt at holde et møde i Normandiet-format. Den 21. september blev "fortsat skænderi" citeret for at have forårsaget "en politisk tovtrækkeri" om forberedelserne til forhandlingerne, som de havde været siden et møde i Normandiet-formatet i 2016 i Berlin. I slutningen af september 2019 blev Zelenskyjs image svækket i Europa, efter det kom frem, at Zelenskyj i et telefonopkald mellem den amerikanske præsident Donald Trump og ham selv havde beskrev støtten fra Frankrig og Tyskland som lunken. Den 10. oktober gentog Zelenskyj sin kritik af Tyskland og Frankrig i forbindelse med en offentlig pressekonference. Den 16. oktober besluttede franske og tyske ledere sig for endnu et møde i Normandiet-formatet.

### 2022
Et møde i Normandiet-formatet mellem repræsentanterne for de fire lande blev afholdt i Paris den 26. januar 2022, som følge af at konflikten mellem Rusland og Ukraine var eskaleret og nået sit hidtidig højdepunkt. Dette møde blev efterfulgt af en telefonisk samtale mellem den franske og den russiske præsident den 28. januar. Repræsentanterne for de fire regeringer bekræftede deres støtte til Minsk II og forpligtede sig til at løse eksisterende uoverensstemmelser. De støttede en betingelsesløs våbenhvile og en styrkelse af våbenhvilen fra den 22. juli 2020 – uagtet deres øvrige uenigheder vedrørende implementeringen og tilføjelsen af andre elementer til Minsk II-aftalen. Der var planlagt et opfølgningsmøde i Berlin fjorten dage senere. Der blev ikke opnået enighed om en fælles erklæring ved afslutningen af det ni timer lange møde i Normandiet-formatet den 10. februar i Berlin, men repræsentanterne planlagde at mødes igen i marts. Dette møde fandt dog aldrig sted, som følge af den russiske invasion af Ukraine den 24. februar 2022. Zelenskyj proklamerede senere, at Normandiet-formatet var "ødelagt" som følge af Ruslands handlinger. Frankrig og Tyskland fortsætter med at være involveret i fredsforhandlinger mellem de to lande og yder samtidig støtte til Ukraine. Ligeledes fordømte de to lande Ruslands handlinger.